# TMEM154
TMEM154 (англ. Transmembrane protein 154) – білок, який кодується однойменним геном, розташованим у людей на 4-й хромосомі. Довжина поліпептидного ланцюга білка становить 183 амінокислот, а молекулярна маса — 20 498.
| 10         |  | 20         |  | 30         |  | 40         |  | 50         |
| ---------- |  | ---------- |  | ---------- |  | ---------- |  | ---------- |
| MQAPRAALVF |  | ALVIALVPVG |  | RGNYEELENS |  | GDTTVESERP |  | NKVTIPSTFA |
| AVTIKETLNA |  | NINSTNFAPD |  | ENQLEFILMV |  | LIPLILLVLL |  | LLSVVFLATY |
| YKRKRTKQEP |  | SSQGSQSALQ |  | TYELGSENVK |  | VPIFEEDTPS |  | VMEIEMEELD |
| KWMNSMNRNA |  | DFECLPTLKE |  | EKESNHNPSD |  | SES        |  |            |

A: Аланін

C: Цистеїн

D: Аспарагінова кислота

E: Глутамінова кислота

F: Фенілаланін

G: Гліцин

H: Гістидин

I: Ізолейцин

K: Лізин

L: Лейцин

M: Метіонін

N: Аспарагін

P: Пролін

Q: Глутамін

R: Аргінін

S: Серин

T: Треонін

V: Валін

W: Триптофан

Кодований геном білок за функцією належить до фосфопротеїнів. 
Локалізований у мембрані.